# Риси (планина)
Риси (мађ. Tengerszem-csúcs) планина је у склопу Високих Татри. Лежи на граници Пољске и Словачке. Риси има три врха: средњи на 2.503 метара, северозападни на 2.499 и југоисточни на 2.473 метара. Северозападни врх је највиши врх Пољске, а остала два налазе се у Словачкој.
Прво познато освајање планине Риси било је 1840. године када су се попели Еде Бласи и његов водич Јан Руман-Дрјечни Старији. Прво зимско освајање било је 1884. године када су се попели Теодор Вундт и Јакоб Хорвај.
Риси је највиши врх у Татрама који је доступан за индивидуалне туристе без водича. Могуће је попети се на врх са словачке стране, с почетком у месту Штрбске плесо. Планински дом на надморској висини од 2.250 метара отворен је током летње сезоне (мај—октобар). Са пољске стране може се попети на врх почевши од језера Морско око (пољ. Morskie Oko), али је тежи и стрмији пут.
На том месту је пољско—словачка граница. Од када су Пољска и Словачка 2007. године приступиле Шенген зони, нема граничне контроле, али је препоручљиво уз себе имати личну карту или пасош.